# New Skin for the Old Ceremony
New Skin for the Old Ceremony è il quarto album in studio di Leonard Cohen, pubblicato nel 1974.

## Descrizione
In copertina viene riprodotta una rappresentazione simbolica della coniunctio spirituum, ovvero l'unione spirituale dei principi femminili e maschili, tratto dal testo alchemico Rosararium philosophorum (1550).
Nel 1995 è stato pubblicato su CD in edizione rimasterizzata.

## Tracce
Testi e musiche di Leonard Cohen.
1. Is This What You Wanted – 4:13
2. Chelsea Hotel #2 – 3:06
3. Lover Lover Lover – 3:19
4. Field Commander Cohen – 3:59
5. Why Don't You Try – 3:50
6. There Is a War – 2:59
7. A Singer Must Die – 3:17
8. I Tried to Leave You – 2:40
9. Who by Fire – 2:33
10. Take This Longing – 4:06
11. Leaving Green Sleeves – 2:38

## Formazione
- Leonard Cohen: chitarra, scacciapensieri, voce
- Jeff Layton: Banjo, mandolino, chitarra, tromba
- John Miller: basso
- Don Payne: basso
- Roy Markowitz: batteria
- Barry Lazarowitz: batteria e percussioni
- Ralph Gibson: chitarra
- Armen Halburian: percussioni
- Gerard Chamberlain: trombone
- Lewis Furey: viola
- Emily Bindiger: voci di accompagnamento
- Erin Dickins: voci di accompagnamento
- Gail Kantor: voci di accompagnamento
- Janis Ian: voci di accompagnamento
- John Lissauer: fiati, tastiere, voc